# Atlético de Rafaela
Die Asociación Mutual Social y Deportiva Atlético de Rafaela oder kurz Atlético de Rafaela ist ein argentinischer Fußballverein aus Rafaela, Santa Fe. Der 1907 gegründete Klub spielte von 2012 bis 2017 in der Primera División, der höchsten Spielklasse im argentinischen Fußball. Der Stadtrivale ist Sportivo Ben Hur.
Spitzname des Vereins ist aufgrund der Bedeutung der Milchwirtschaft in Rafaela La Crema.

## Geschichte
Im Jahr 1907 wurde der Verein als Club Atlético Argentino de Rafaela gegründet. Im Jahr 1915 entschied man sich für den Namen Club Atlético de Rafaela.
Im Jahr 1988 wurde der Verein zu einer nicht-profit-orientieren Gesellschaft umgewandelt und in Asociación Mutual Social y Deportiva Atlético de Rafaela umbenannt. Ein Jahr später erreichte der Club erstmals die zweite Liga. Atlético de Rafaela spielte 14 Jahre zweitklassig, bevor in der Apertura 2002 und der Clausura 2003 endlich die erste Liga erreicht wurde. Nur ein Jahr später folgte allerdings der Abstieg. Seitdem spielte man zweitklassig, bis mit der Meisterschaft 2011 der Wiederaufstieg gelang.
Rafaela erlebt momentan die erfolgreichste Zeit ihrer Vereinsgeschichte. Niemals zuvor stand La Crema an der Tabellenspitze, zu den größten sportlichen Erfolgen zählten die beiden Aufstiege in die erste Liga (2003 und 2011). In der abgelaufenen Spielzeit setzte sich La Crema frühzeitig ab und stieg souverän als Tabellenprimus direkt in die Primera auf. Aufstiegsgarant war ein gewisser César Carignano, der zugleich mit 21 Toren zum Torschützenkönig der Nacional B avancierte. Carignano ist in Europa kein Unbekannter. Unter Christian Gross absolvierte der Mittelstürmer in der Saison 2004/05 22 Spiele für Basel, in denen er es in Liga und UEFA-Cup insgesamt neunmal klingeln ließ. Der Aufschrei beim Aufsteiger war dementsprechend groß, als man seine Tormaschine gen Chile zu Universidad Católica ziehen lassen musste.
Doch ein Nachfolger war schnell gefunden. Mit Darío Gandín holte man sich nicht nur gleichwertigen Ersatz ins Sturmzentrum, sondern zugleich feierte der Klub die Rückkehr eines ihrer Helden. Gandín, der nur Chipi genannt wird, gehörte zur legendären Aufstiegsmannschaft von 2002/03. Gleich beim Saisonauftakt in Banfield schnürte el Chipi nach nur zwölf Minuten einen Doppelpack, ein Vorsprung, den man trotz zweier Feldverweise über die Zeit bringen konnte. La Crema konnte ihren Höhenflug noch einige Wochen bestätigen, mit 26 Punkten landete man schließlich auf dem zehnten Tabellenplatz.

## Stadion
Atlético de Rafaela spielt im Estadio Monumental Rafaela, welches Platz für 16.000 Zuschauer bietet.

## Bekannte Spieler
- Gustavo Alfaro (1988–1992)
- Carlos Bonet (1998–2002)
- Mauro Cantoro (1996–1997, 2000–2001)
- Ángel Comizzo (2003–2004)
- Darío Gandín (2001–2004, 2011–)
- Gonzalo Román del Bono (1997–)
- Gabriel Schürrer (1989–1990)
- Ibrahim Sekagya (2001–2002)
- Áxel Werner (2014–2016)